# Angela Alupei
Angela Tamaș-Alupei (ur. 1 maja 1972 w Bacău) – rumuńska wioślarka, dwukrotna złota medalistka olimpijska.
Brała udział w IO 96. Oba medale wywalczyła w dwójkach wagi lekkiej, partnerował jej Constanța Burcică. Stawała na podium mistrzostw świata. Jej mąż Dorin Alupei jest olimpijczykiem z Atlanty i Sydney.